# Metamorfismo di pressione ultra alta
Il metamorfismo di pressione ultra alta (abbreviato in UHP) si applica a quelle rocce metamorfiche crostali, estremamente rare, evolutesi in un ambiente di collisione continente-continente, con temperature da basse a moderate e pressioni uguali o superiori a 3 GPa, corrispondenti a profondità di oltre 100 km. La sua definizione si basa sul riconoscimento di minerali o associazioni di minerali che, in base ai dati sperimentali, sono indicativi di pressioni estremamente elevate.

## Minerali e associazioni caratterizzanti

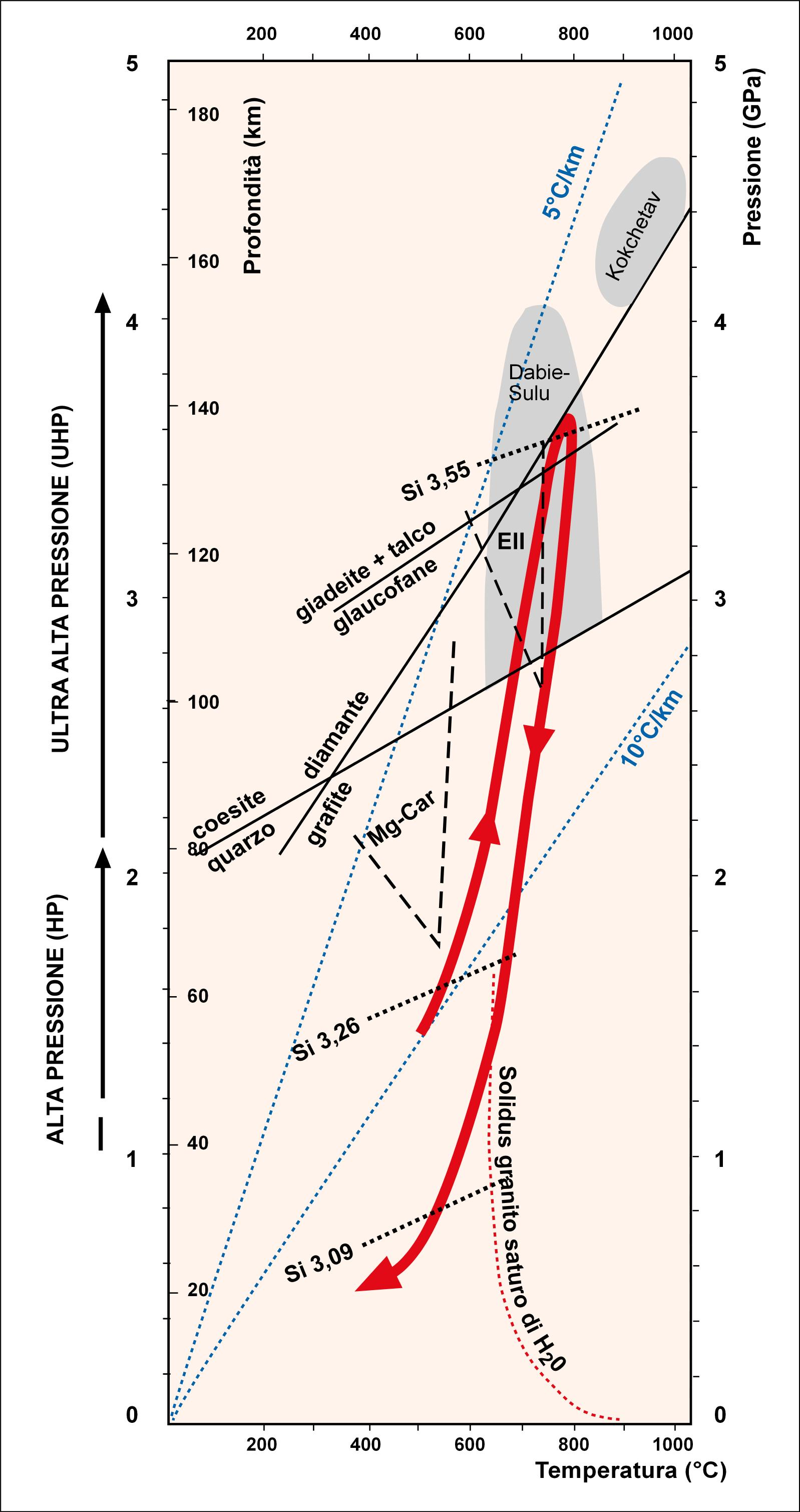
Fig. 1. Ambienti P-T del metamorfismo di alta- e ultra-alta pressione. Da Best M.G. (2003, pag. 604), ridisegnato e semplificato

La presenza del polimorfo di SiO 2 coesite in rocce continentali metamorfosate è stata rinvenuta per la prima volta nel 1984 da Chopin G. presso Martiniana Po nel complesso metamorfico alpino del Dora-Maira, in Piemonte. Sebbene estremamente raro, ha fornito il presupposto per definire una nuova facies del metamorfismo, quella di pressione ultra alta. Queste rocce si sono equilibrate nel campo di stabilità di questo minerale, che a 800 °C richiede una pressione minima di 2,9 GPa. Ancora più rara in rocce continentali è la presenza del diamante, che richiede una pressione di equilibrio di almeno 3,8 GPa (circa 140 km di profondità) a 800 °C, corrispondente alla transizione grafite/diamante. Questi minerali sono stati osservati in rocce con metamorfismo in facies scisti blu e eclogitica,  come inclusioni nei granati, nel clinopirosseno, nella cianite, nella dolomite e nello zircone, che hanno funzionato come "celle di pressione", preservando coesite e diamante dalla successiva generalizzata sovrimpressione di metamorfismo di più bassa pressione. Altre associazioni di minerali UHP relitti sfuggiti alla sovrimpressione sono coerenti con la loro origine ultraprofonda. Queste fasi e associazioni UHP includono granato piropo puro, fengite ricca di Si, ellenbergerite, clinopirosseno ricco in K-Al, talco + cianite e granato ricco in grossularia + rutilo. Nella fig. 1 sono indicate alcune reazioni che identificano l'ambiente P-T del metamorfismo di pressione ultra alta. Il metamorfismo UHP inizia col passaggio dal campo di stabilità del quarzo a quello della coesite. Le linee tratteggiate a forma di angolo indicano i campi di stabilità dell'ellenbergerite (Ell) e della Mg-carfolite (Mg-Car). Le linee puntinate blu indicano come riferimento i gradienti geotermici di 5 °C/km e di 10 °C/km. Le linee puntinate nere indicano la variazione del contenuto di silicio della mica fengite, utilizzato come geobarometro. Lo stretto percorso P-T in senso orario del metamorfismo nel massiccio Dora-Maira è indicato dalla linea rossa con le frecce. Le aree ombreggiate indicano le condizioni del picco metamorfico raggiunto dalle rocce del massiccio di Kokchetav (Kazakistan) e dai metasedimenti di Dabie–Sulu (Cina). In entrambe le aree è stato superato il campo di stabilità della grafite con la formazione di microdiamanti.

## Interpretazione del metamorfismo UHP
Fino agli anni '80 del secolo scorso si credeva che la subduzione fosse limitata essenzialmente alla litosfera oceanica. Questo perché si riteneva che la meno densa crosta continentale, e per questo come "galleggiante" sul mantello litosferico, non potesse sprofondare nello stesso. Nel più imponente esempio di collisione continente-continente - la catena dell'Himalaya - la placca continentale indiana è sottoscorsa a basso angolo sotto la placca euroasiatica e tuttavia i dati sismici indicano che la parte più profonda della Moho giace ad "appena" 70-80 km, il che vuol dire che il continente indiano non è penetrato profondamente nel mantello. Nel caso del metamorfismo UHP si parla di rocce continentali che sono sprofondate fino a 120-160 km nelle zone di sutura continente-continente. I protoliti hanno seguito un percorso P-T relativamente refrigerato durante il seppellimento e la successiva riesumazione. Nel caso delle già citate rocce del Dora-Maira, dopo l'iniziale seppellimento lungo una traiettoria circa di 10 °C/km fino a 55-60 km e 560 °C, queste furono successivamente trasferite a 130 km e 800 °C lungo una traiettoria di poco più che 3 °C/km (fig.1). La decompressione avvenne lungo una simile traiettoria fino a 30 km di profondità. Un tale percorso non riceve sufficiente calore per creare un fuso parziale, quindi manca il magmatismo sialico coevo, come nel caso dei graniti dell'Himalaya. E manca pure un magmatismo mafico calcalcalino tipo quello delle Ande, perché non c'è crosta oceanica in subduzione che liberi acqua nel cuneo di mantello soprastante per abbassarne il punto di fusione. Si deve arguire che c'è stata una rapida subduzione e un'altrettanto rapida riesumazione di litosfera continentale fredda. Quanto rapida è indicato dalle datazioni radiometriche U-Th-Pb dei granuli di titanite: la massima pressione nel Dora-Maira è stata raggiunta 35,1 ± 0,9 Ma fa. La titanite retrograda equilibrata a circa 35 km di profondità dà un'età di 32,9 ± 0,9 Ma; questo indica una stupefacente velocità di riesumazione di qualche centimetro all'anno (Rubatto and Hermann, 2001; impossibile essere più precisi per il grado di incertezza delle analisi cronologiche e barometriche). Ne è seguito un rallentamento a 0,5 cm/anno fino a circa 10 km di profondità. L'interpretazione che danno O’Brien et al. (2001) è che la crosta continentale sia stata forzata a sprofondare trascinata dalla più pesante litosfera oceanica a cui era saldata all'inizio della subduzione. Successivamente quest'ultima si sarebbe staccata, continuando a sprofondare, mentre la crosta continentale, liberata da questa parte più pesante, sarebbe tornata rapidamente a galleggiare sul mantello, come quando un pallone viene premuto a forza sott'acqua e poi rilasciato. Le successive più lente velocità di riesumazione si verificarono quando si ripristinò il rimbalzo isostatico normale nella pila di falde di ricoprimento dell'edificio montuoso.

## Distribuzione nel mondo
La coesite nelle rocce metamorfiche fu in seguito scoperta in un'altra località del Massiccio Dora-Maira: nella Valle di Gilba (Brossasco), in Val Varaita. Fu rinvenuta da Smith (1984)  nelle eclogiti della regione degli Gneiss Occidentali della Norvegia e successivamente in Cina nella regione di Dabie-Sulu, nel complesso di Kokchetav nel Nord del Kazakistan  e in una decina di altri orogeni sparsi per il mondo (Best M.G., 2003). Recentemente la coesite è stata trovata anche presso il Lago di Cignana in Valtournenche (AO) in metabasiti e metasedimenti in facies eclogitica.